# Санта Лучия ди Пиаве
Санта Лучѝя ди Пиа̀ве (на италиански: Santa Lucia di Piave; на венециански: Santa Lucia de Piave, Санта Лучия де Пиаве) е град и община в Северна Италия, провинция Тревизо, регион Венето. Разположен е на 55 m надморска височина. Населението на общината е 9032 души (към 2014 г.).